# Péloponnèse (thème)
Pour l’article homonyme, voir Péloponnèse.

Les thèmes de l'Empire byzantin à la mort de Basile II en 1025.

Le thème du Péloponnèse (en grec : θέμα Πελοποννήσου) est un thème byzantin (une province civile et militaire) englobant la péninsule du Péloponnèse au sud de la Grèce. Il est créé vers l'an 800 et sa capitale est Corinthe.

## Histoire
Le Péloponnèse, ou du moins les zones contrôlées par l'Empire byzantin, est une région du thème de l'Hellas depuis la fin du VIIe siècle. Toutefois vers l'an 800, l'Hellas est divisée. Le thème de l'Hellas proprement dit est limité aux territoires comprenant l'est de la Grèce centrale et la Thessalie tandis que le Péloponnèse devient un thème à part,. Le premier stratège (dirigeant d'un thème) connu pour le Péloponnèse est Léon Skléros, mentionné en 811 voire dès 805. Il est peut-être le premier stratège du nouveau thème du Péloponnèse,,. La création de ce thème est directement liée à la reprise du contrôle par Byzance des tribus slaves de Grèce. Ce rétablissement de la souveraineté byzantine est symbolisé par l'installation de Grecs en provenance d'Italie et d'Asie Mineure.
Le stratège du Péloponnèse est le premier dans la hiérarchie des thèmes occidentaux (i.e. européens). Le rôle de son administration est avant tout de contrôler les tribus slaves peuplant l'intérieur des terres et de défendre la région contre les raids arabes fréquents tout au long des IXe et Xe siècles. Parmi ces subordonnés figurent un turmarque chargé de la défense des côtes et qui dispose d'une petite escadre de quatre chélandions,. À la suite de la reconquête byzantine de la Crète en 961, la menace représentée par les raids arabes en provenance de l'émirat de Crète est éliminée. Cela permet au Péloponnèse de prospérer. À la fin du Xe siècle, le Péloponnèse et l'Hellas sont souvent dirigés conjointement et à la fin du XIe siècle, les deux provinces passent sous l'autorité du mégaduc, c'est-à-dire du chef de la marine byzantine. Le Péloponnèse reste sous l'autorité byzantine jusqu'au début du XIIIe siècle lorsque la quatrième croisade de 1204 aboutit à la dislocation de l'Empire byzantin. Le Péloponnèse devient alors le siège de la principauté latine d'Achaïe.
Après la reconquête de Constantinople par l'Empire de Nicée en 1261, le Péloponnèse revient progressivement dans le giron byzantin pour former le despotat de Morée dirigé par des membres de la famille impériale des Paléologue. Au fil du temps, le despotat acquiert une indépendance de facto par rapport à Constantinople, avant de succomber aux assauts ottomans en 1460.

## Liste des gouverneurs
- Léon Sklèros (vers 805/811) : premier gouverneur connu ;
- Jean Proteuon (vers 921/922) : il tente notamment de mobiliser des troupes vers 920 pour lancer une expédition contre les Lombards en Italie mais essuie un refus de la population locale, avant de faire face à l'éclatement d'une révolte des peuplades slaves de la péninsule ;
- Krénitès Arotras (vers 922) : il est principalement connu pour avoir écrasé la révolte des tribus slaves de la région ;
- Bardas Platypodès : successeur du précédent, il connaît des troubles internes important, en partie causés par les Slaves.